# Menas (opat koptyjski)
Menas (ur. 26 czerwca 1951 w Al-Mahrusa jako Nabil Ghali Micha’il Dżadallah) – duchowny Koptyjskiego Kościoła Ortodoksyjnego, od 2006 opat klasztoru św. Jerzego.

## Życiorys
Śluby zakonne złożył 23 marca 1977 w klasztorze św. Paisjusza. Święcenia kapłańskie przyjął w 1978 roku. Sakrę otrzymał 11 czerwca 2006.